# Flughafen Memmingen-Allgäu
Luchthaven Memmingen, ook Allgäu Airport genoemd, is een luchthaven gelegen op ongeveer 3 kilometer ten oosten van het centrum van de stad Memmingen in de Duitse deelstaat Beieren. Het is de kleinste van de drie internationale luchthavens in Beieren (na Luchthaven München en Luchthaven Neurenberg) en tevens de hoogst gelegen luchthaven van Duitsland.
Het luchthaventerrein zelf bevindt zich in de gemeente Memmingerberg. Ze is bereikbaar via afrit 14 Memmingen-Ost van de A 96.

## Geschiedenis
Het vliegveld is een voormalig militair vliegveld, dat in de jaren 1930 werd gebouwd. In de Tweede Wereldoorlog werd het meermaals gebombardeerd en vernield. Vanaf 1954 werd het opnieuw in gebruik genomen, aanvankelijk door de United States Air Force als oefenterrein en vanaf 1956 door de Duitse Luftwaffe, nadat de start- en landingsbaan heraangelegd was. Vanaf 1959 was Fliegerhorst Memmingerberg de thuisbasis van Jagdbombergeschwader 34 "Allgäu" dat onder meer de Lockheed F-104 Starfighter en later de Panavia Tornado vloog. Deze eenheid werd op 30 juni 2003 buiten dienst gesteld, en de vliegbasis werd op 31 maart 2004 gesloten. Het terrein werd de dag nadien overgedragen aan het ministerie van financiën.
Plaatselijke ondernemers en Landkreis Unterallgäu hadden zich verenigd in air+park allgäu GmbH & Co. KG, later hernoemd als Allgäu Airport GmbH & Co. KG, met het oog op de uitbating van het vliegveld als civiele luchthaven. Op 20 juli 2004 werd de vergunning als regionale luchthaven verleend. In december 2005 werd het terrein aan de uitbaters verkocht. Een grote vliegtuighangar, herkenbaar aan het gebogen dak, werd omgebouwd tot terminal. Met latere aanpassingen kan die tot 1,5 miljoen passagiers per jaar verwerken.
Aanvankelijk waren er echter nog geen lijn- of chartervluchten. Pas in de zomer van 2007 begon TUIfly met geregelde vluchten naar vakantiebestemmingen en binnenlandse vluchten naar Berlijn en Hamburg. 
Ryanair gebruikte de luchthaven vanaf 2009 en verwees ernaar als "München-West" (hoewel München meer dan 100 km ten oosten van Memmingen ligt). Ryanair werd de grootste gebruiker van de luchthaven. Ook de Hongaarse lagekostenluchtvaartmaatschappij Wizz Air vloog vanaf 2009 op Memmingen. Het aantal passagiers per jaar schommelt sedertdien tussen 800.000 en 900.000. 
De luchthaven mag enkel gebruikt worden door vliegtuigen met een spanwijdte van niet meer dan 36 meter, zoals de Boeing 737 en Airbus A320, omwille van de smalle taxibanen.